# Brazilian Girls
Brazilian Girls es un trío de Nueva York, Estados Unidos, anteriormente cuarteto, hasta que se marchó el bajista Jesse Murphy antes de publicar su tercer álbum, New York City (2008). Está integrado por Didi Gutman, el teclista de la banda; Aaron Johnston, el percusionista; y Sabina Sciubba, la cantante. El grupo es conocido por su música electrónica ecléctica, la cual incorpora elementos de bossa nova, reggae y jazz, entre otros géneros musicales. Sus canciones también están cantadas en varias lenguas: además del inglés, usan el alemán, italiano, español y francés.
A pesar del nombre Brazilian Girls, ninguno de los miembros es de Brasil y sólo la cantante, Sabina Sciubba, es una chica.

## Trayectoria
La banda sacó su álbum debut autotitulado en 2005 siendo muy aclamado por la crítica y obteniendo un gran éxito entre el público por su enérgico espectáculo en vivo[cita requerida].
En 2007 la banda lanzó su segundo álbum, titulado Talk to La Bomb, cuyo sencillo principal fue "Jique".
También versionaron "Crosseyed and Painless" de Talking Heads para el álbum benéfico Silencio = Muerte: Red Hot + Latin, producido por Red Hot Organization.
Su tercer álbum, New York City, se lanzó en 2008. Realizaron su gira hasta octubre de ese año, momento en el cual la banda se tomó un descanso para que Sciubba diera a luz a su hijo. En 2009, el álbum New York City fue nominado para un Premio Grammy al Mejor álbum de Dance/Electrónica. La canción "Good Time" apareció en un anuncio de Amstel Light.
En junio de 2011, a pesar de los rumores de una división, Brazilian Girls colaboró con Forró in the Dark y Angélique Kidjo en la pista "Aquele Abraço" para el álbum caritativo de Red Hot Organization, Red Hot + Rio 2. Los ingresos de las ventas se destinaron para luchar contra el VIH / SIDA y para los problemas sociales y de salud relacionados.
En abril de 2012, la banda se reunió, seguida de una serie de conciertos en vivo y grabando nuevo material.
En febrero de 2014, Sabina Sciubba lanzó un disco en solitario a través de Bar None Records, llamado Toujours.
El 13 de abril de 2018, lanzan su cuarto álbum Let's make Love a través de Six Degrees Records.

## Discografía

### Álbumes
- Brazilian Girls (Verve Records) (1 de febrero de 2005)
- Talk to la Bomb (Verve Records) (12 de septiembre de 2006)
- New York City (Verve Records) (5 de agosto de 2008)
- Let's Make Love (Six Degrees Records) (13 de abril de 2018)

### Sencillos y EP
- Lazy Lover EP (EP) (autoeditado) (2004)
- "Don't Stop" (Verve Records) (2005)
- "Pussy" (Verve Records) (2005)
- "Last Call" (Verve Records) (22 de agosto de 2006)
- "Jique" (2007)
- "Good Time" (2008)
- "The Critic" (2016)
- "Pirates" (2018)

### Vídeos
- Brazilian Girls: Live in NYC (Verve Records e iTunes) (2005)